# Tepuihyla talbergae
Tepuihyla talbergae är en groddjursart som beskrevs av William Edward Duellman och Yoshpa 1996. Tepuihyla talbergae ingår i släktet Tepuihyla och familjen lövgrodor. IUCN kategoriserar arten globalt som otillräckligt studerad. Inga underarter finns listade i Catalogue of Life.